# 寺前镇 (太湖县)
寺前镇，是中华人民共和国安徽省安庆市太湖县下辖的一个乡镇级行政单位。

## 行政区划
寺前镇下辖以下地区：
桥冲村、林冲村、乔木寨村、佛图寺村、玉泉村、安仓村、中河村、麒林村、洪畈村、西河村、马龙村、义安村、罗溪村、王畈村和塔镇村。